# Arthur Kantrowitz
Arthur Robert Kantrowitz (geboren 20. Oktober 1913 in New York City; gestorben 29. November 2008 ebenda) war ein US-amerikanischer Ingenieur und Hochschullehrer.

## Leben
Kantrowitz wurde 1913 in New York City geboren. Seine Mutter war Kostümbildnerin und sein Vater leitete eine Klinik in der Bronx. Als Kind baute Kantrowitz zusammen mit seinem Bruder Adrian Kantrowitz (der später die erste Herztransplantation in den USA durchführte) einen Elektrokardiographen aus alten Radioteilen.
Während seines Studiums in Columbia begann Kantrowitz 1936 als Physiker für das National Advisory Committee for Aeronautics (NACA) zu arbeiten. Kantrowitz wurde während seiner Promotion von Edward Teller betreut. Anschließend unterrichtete er die nächsten zehn Jahre an der Cornell University und gründete 1955 das Avco-Everett Research Lab (AERL) in Everett, Massachusetts. Er entwickelte Stoßrohre, die in der Lage waren, solch extrem heiße Gase zu erzeugen, welche zur Simulation des atmosphärischen Wiedereintritts aus dem Orbit erforderlich sind, wodurch das Problem der kritischen Wiedereintrittserhitzung der Raumschiffsnase gelöst und die Entwicklung eines wiederverwendbaren Raumfahrzeugs beschleunigt wurde. Er war Direktor, Chief Executive Officer und Vorsitzender von AERL, bis er 1978 eine Professur am Dartmouth College übernahm. Von 1956 bis 1978 war er außerdem Vizepräsident und Direktor der Avco Corporation.
Kantrowitz war Fellow der American Academy of Arts and Sciences (seit 1957), der American Association for the Advancement of Science, der American Astronautical Society, des American Institute of Aeronautics and Astronautics (ehrenamtlich), der American Physical Society, des American Institute for Medical and Biological Engineering und Mitglied der National Academy of Engineering und der National Academy of Sciences (seit 1966) sowie der Internationalen Akademie für Astronautik. In den Jahren 1953 bis 1954 hatte er sowohl Fulbright- als auch Guggenheim-Stipendien an der University of Cambridge und der University of Manchester erhalten.
Kantrowitz war ehrenamtlicher Treuhänder der University of Rochester, ehrenamtliches Mitglied des Board of Governors des Technion und ehrenamtlicher Professor am Huazhong Institute of Technology in Wuhan, China. Kantrowitz war auch Mitglied des Beirats des Foresight Institute, einer Organisation, die sich der Entwicklung von Nanotechnologie widmet.
Kantrowitz hielt 21 Patente und verfasste mehr als 200 wissenschaftliche Veröffentlichungen und Artikel. Er war außerdem Co-Autor des Buches Fundamentals of Gas Dynamics.
Am 29. November 2008 starb Kantrowitz im Alter von 95 Jahren bei einem Besuch bei Verwandten in New York. Er hatte am Vortag einen Herzinfarkt erlitten.